# 萬山群島

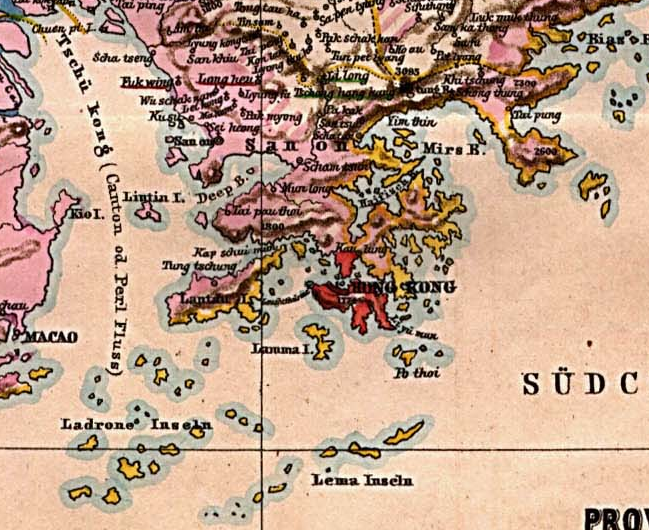
1878年新安縣地圖

萬山群島（英語：Wanshan Archipelago）是位於珠江口之外，處於香港主陸地以南及西南、澳門及九洲洋以東的多個島嶼的統稱，當中包括有大萬山島、小萬山島、東澳島、白瀝島、桂山島、外伶仃島、擔桿列島、佳蓬列島、三門列島、隘洲列島等150多個島嶼，現由中華人民共和國廣東省珠海市香洲區管轄。而其他島嶼（香港島、大嶼山等香港島嶼以及澳門離島）則分屬香港特別行政區及澳門特別行政區管轄。

## 歷史
萬山群島自古以來一直都是偏遠及人跡罕至的荒島。16世紀葡萄牙人發現群島後，將其命名為，意為海盜群島，因為明清年間珠江口海運貿易頻繁，而萬山群島當時因偏遠及戰略性關鍵的地理位置而成為大量海盜的行動基地。萬曆年間修的《粵大記》中除記錄有「外伶仃」、「北尖」、「但竿洲」等多個島名以外，也有「賊灣」；或者記錄有海賊出沒。
在清朝，淇澳島和澳門以東的萬山群島皆屬新安縣管轄。隨著中華民國成立，萬山群島（中國部分）也先後改由廣州軍政府和國民政府管治，繼承清朝的地區建制隸屬寶安縣。
1949年底隨著廣東省被中国人民解放军攻佔，中華民國國軍節節敗退。中共建政後，中華民國國軍在萬山群島等沿海島嶼集中兵力。1950年5月25日，解放軍展開對萬山群島的攻擊，強行搶灘登陸，史稱萬山群島海戰。戰事初段国军報捷，擊沉桂山號等軍艦，隨著解放军不斷增援，国军兵力不繼，終於在同年6月27日，解放军成功取得萬山群島（中國部分）主要島嶼。為方便管轄，中共建政後的萬山群島並沒有繼承國民政府般劃入寶安縣（今深圳市），而是歸入珠海縣（今珠海市）管轄。2009年起，內伶仃島重新歸入深圳市管轄。

## 地理
- 万山列岛是万山群岛的西南组成部分。由珠海市香洲区万山镇管辖。主要岛屿有：
  - 小蒲台，旧名净台岛
  - 黄茅岛
  - 大烈岛，旧称浪烈
  - 东澳岛
  - 白沥岛
  - 沙沟排
  - 大万山岛，旧名老万山
    - 缸瓦洲

  - 小万山岛，旧名西兴岛
  - 贵洲岛
  - 横洲岛，旧名竹洲
  - 竹洲岛
- 隘洲列岛
  - 隘洲仔
  - 隘洲岛
  - 头鲈洲
- 三门列岛
  - 圆岗岛
  - 黑洲
  - 三门岛
  - 三门洲
  - 竹湾头岛
  - 横岗岛
- 担杆列岛
  - 担杆岛
  - 细岗洲岛
  - 二洲岛
  - 直湾岛，旧名一洲岛
  - 细担岛，旧名大担尾。
- 佳蓬列岛
  - 牙鹰洲岛
  - 北尖岛
    - 海参岛
    - 打浪排
    - 大鸡头岛
    - 小鸡头岛

  - 细岗岛
  - 庙湾岛，旧名尖尾湾岛。
    - 雁儿底岛
    - 葫芦颈岛
    - 钳虫尾岛
    - 墨洲尾岛
    - 白排岛

  - 杉洲岛，旧称铲洲
  - 湾洲岛
  - 石洲岛
  - 红泥洲，旧称红沙洲
  - 黄茅洲
  - 平洲
  - 蚊尾洲岛
- 蜘洲列岛：旧称蜘蛛群岛
  - 大蜘洲岛：旧称火蜘洲
  - 小蜘洲岛：旧称细蜘洲
- 西北部诸岛
  - 青洲岛，旧名青洲西岛
  - 三角岛
  - 细碌岛
  - 大碌岛
  - 大头洲
- 桂山附近岛屿，呈南北走向。东东北方向为大屿海峡与大屿山相对。西西南方向为18GS锚地。
  - 牛头岛，旧名青洲岛
  - 中心洲，旧名牛头洲
  - 桂山岛，旧名垃圾尾岛
  - 枕箱尾：桂山岛东南近处一无人小岛。
- 外伶仃岛：旧名南伶仃岛
  - 细排礁（铜锣礁）：外伶仃岛东北处
- 赤滩岛，旧名竹途岸岛
  - 赤滩排
- 大牙排岛
- 四尺岩礁
- 鱼排岛，旧名白台岩、三牙排
- 动头礁

## 交通
進出萬山群島可從珠海市香洲港或深圳市蛇口港乘船前往桂山島、外伶仃島或東澳島，早上至傍晚開船，每天約二至五班。另有不定期航班前往萬山島和擔杆島。
萬山群島當中的桂山島曾為部份來往香港中港城和珠海香洲港的中途站，因此島上的萬山港客運站也曾設有口岸處理出入境事務，然而自運營者珠江客運於2017年取消該航線後，現有關口岸設備已經廢除。

## 开发
珠海市政府於萬山群島建立了「珠海万山海洋开发试验区」。
珠海萬山海洋開發試驗區經廣東省政府批准於1998年9月成立，是全省第一個地方性海洋綜合開發試驗區。試驗區地處珠江入海口，東鄰香港，西接澳門，中心試驗區所轄海域面積3200平方公里，是區域，是珠江口國際錨地，有大西，大濠等6條著名國際水道縱橫其間，是珠江三角洲乃至華南腹地出入南海的咽喉要道。擁有106個島嶼，海島陸地總面積80多平方公里，其中海島面積大於500平方米的78個，島岸線總長289公里。試驗區下轄桂山，擔杆，萬山三個鎮七個農漁村，試驗區設有國家一類客運貨運口岸-萬山港口岸，駐有海關，邊檢，檢驗檢疫，海事等口岸聯檢單位，常住人口10439人，其中有戶籍人口1439人，外來人口9000人。年2005年全區實現本地生產總值1.48億美元；財政一般預算收入7837萬元；漁民人均收入9580元。。

## 外部連結
- （英文）萬山群島的鳥瞰圖（Google地圖）
- （英文）萬山群島地圖 （页面存档备份，存于）
- （英文）Functional Division in Urban Planning （页面存档备份，存于）